# Rathaus (metro, Hamburg)
Rathaus is een metrostation in het stadsdeel Altstadt van de Duitse stad Hamburg. Het station werd geopend op 15 februari 1912 en wordt bediend door lijn U3 van de metro van Hamburg.
Het station bevindt zich onder de Rathausmarkt, en de toegangstrappen liggen vlak aan het Hamburger Rathaus.